# والتر کاوفمان (فیزیکدان)
 والتر کاوفمان (آلمانی: Walter Kaufmann؛ زاده ۵ ژوئن ۱۸۷۱ درگذشته ۱ ژانویهٔ ۱۹۴۷) یک فیزیک‌دان اهل آلمان بود.